# Christoph Greimeister
Christoph Greimeister (* 12. Mai 1990 in Wien) ist ein österreichischer Basketballspieler. Er steht beim Bundesligisten BK Klosterneuburg unter Vertrag.

## Laufbahn
Der Wiener Greimeister spielte von 2005 bis 2010 für UBC St. Pölten und wurde dann von BK Klosterneuburg unter Vertrag gestellt. 2014 verließ er Niederösterreich in Richtung Wien, wo er eine Spielzeit lang den BC Zepter Vienna verstärkte, dann ein Gastespiel bei den Kapfenberg Bulls gab, um im Januar 2016 nach Klosterneuburg zurückzukehren.

### Nationalmannschaft
Greimeister nahm mit den Jugend-Nationalmannschaften Österreichs an B-Europameisterschaften in den Altersklassen U16, U18 und U20 teil, ehe er in die Herrennationalmannschaft berufen wurde.